# Ciprian Foias
Ciprian Ilie Foias (20. července 1933, Reșița, Rumunsko – 22. března 2020) byl rumunský matematik v působící v USA. Je známý především díky své práci v teorii operátorů, matematické analýze a dynamických systémech. Jeho přínos v těchto oblastech má širokou škálu aplikací, zejména v teorii řízení, geofyzice a ekonomii. V roce 1995 dostal Wienerovu cenu za aplikovanou matematiku.